# Bóveda del Río Almar
Bóveda del Río Almar là một đô thị ở tỉnh Salamanca, phía tây Tây Ban Nha, cộng đồng tự trị Castile-Leon. Bóveda del Río Almar có cự ly 45 kilômét so với thành phố tỉnh lỵ Salamanca và có dân số 299 người.
Đô thị Bóveda del Río Almar nằm ở khu vực có độ cao 819 mét trên mực nước biển.